# Норт-Колледж-Гілл (Огайо)
Норт-Колледж-Гілл (англ. North College Hill) — місто (англ. city) в США, в окрузі Гамільтон штату Огайо. Населення — 9663 особи (2020).

## Географія
Норт-Колледж-Гілл розташований за координатами 39°13′2″ пн. ш. 84°33′7″ зх. д. / 39.21722° пн. ш. 84.55194° зх. д. (39.217148, -84.551990).  За даними Бюро перепису населення США в 2010 році місто мало площу 4,73 км², з яких 4,73 км² — суходіл та 0,00 км² — водойми.

## Демографія
Згідно з переписом 2010 року, у місті мешкало 9397 осіб у 3848 домогосподарствах у складі 2325 родин. Густота населення становила 1985 осіб/км².  Було 4267 помешкань (902/км²).
Расовий склад населення:
| - 49,0 % — білих - 46,6 % — чорних або афроамериканців - 0,6 % — азіатів - 0,1 % — вихідців з тихоокеанських островів - 0,1 % — корінних американців |

До двох чи більше рас належало 3,2 %. Частка іспаномовних становила 1,3 % від усіх жителів.
За віковим діапазоном населення розподілялося таким чином: 25,3 % — особи молодші 18 років, 62,6 % — особи у віці 18—64 років, 12,1 % — особи у віці 65 років та старші. Медіана віку мешканця становила 36,2 року. На 100 осіб жіночої статі у місті припадало 89,8 чоловіків;  на 100 жінок у віці від 18 років та старших — 81,7 чоловіків також старших 18 років.
Середній дохід на одне домашнє господарство  становив 46 624 долари США (медіана — 39 676), а середній дохід на одну сім'ю — 52 485 доларів (медіана — 52 604). За межею бідності перебувало 18,9 % осіб, у тому числі 34,2 % дітей у віці до 18 років та 10,7 % осіб у віці 65 років та старших.
Цивільне працевлаштоване населення становило 4644 особи. Основні галузі зайнятості: освіта, охорона здоров'я та соціальна допомога — 24,3 %, виробництво — 12,9 %, мистецтво, розваги та відпочинок — 12,9 %.